# Livros de Crônicas

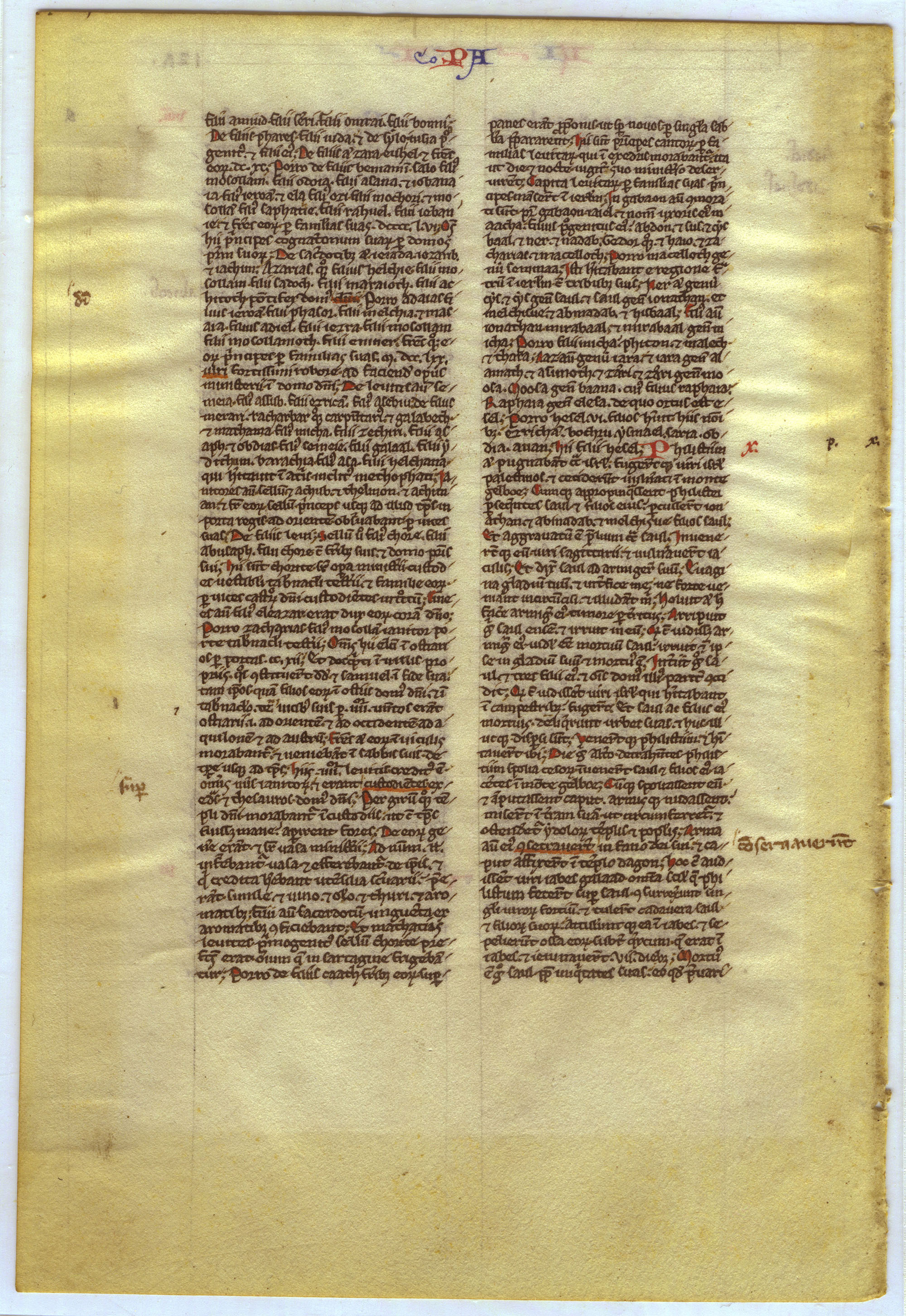
Página de I Crônicas num códice francês do século XIII.

Os dois Livros de Crônicas, geralmente chamados de I Crônicas e II Crônicas, são livros do Antigo Testamento da Bíblia cristã. Eles geralmente aparecem depois dos dois Livros de Reis e antes do Livro de Esdras, concluindo a seção conhecida como "livros históricos do Antigo Testamento", também conhecida como "história deuteronômica".
Na Bíblia hebraica, os livros de Crônicas aparecem num único livro, chamado "Diḇrê Hayyāmîm" (em hebraico:  דִּבְרֵי־הַיָּמִים, "O Assunto dos Dias") e é o livro final do Ketuvim, a terceira e última parte do Tanakh. As Crônicas foram divididas em dois livros na Septuaginta, a tradução da Bíblia para o grego koiné realizada no século II a.C., chamados I e II Paralipoménōn (Παραλειπομένων, "coisas deixadas de lado") ou Paralipômenos. O nome em português deriva do nome em latim destes livros, "chronikon", que foi dado por Jerônimo em sua tradução no século V.
Crônicas apresenta a narrativa bíblica começando no primeiro ser humano, Adão, e atravessando a história de Judá e Israel até a proclamação do rei persa Ciro, o Grande (c. 540 a.C.) libertando os israelitas do cativeiro na Babilônia.

## Resumo
A narrativa das Crônicas começa com Adão e segue, quase que exclusivamente através de listas genealógicas, até a fundação do primeiro Reino de Israel (I Crônicas 1-9). A restante de I Crônicas, depois de um breve relato sobre Saul, trata do reinado de David (I Crônicas 11-29). A longa seção seguinte narra o reinado de Salomão (II Crônicas 1-9), filho de David, e a parte final relata os eventos no Reino de Judá, com referências ocasionais ao segundo Reino de Israel (II Crônicas 10-36). No último capítulo, Judá é destruído e o povo é levado para o cativeiro na Babilônia. Nos versículos finais, o rei persa Ciro, o Grande, conquista o Império Neobabilônico, autoriza a reconstrução do Templo de Jerusalém e o retorno dos exilados.

## Estrutura
Originalmente uma obra única, o livro de Crônicas foi dividido em dois na Septuaginta, a tradução para o grego realizada no século II a.C.. O texto é dividido em três grandes seções: (i) as genealogias (I Crônicas 1-9), (ii) os reinados de Davi e Salomão (I Crônicas 10-29 até II Crônicas 1-9) e (iii) a história dos reinos divididos (II Crônicas 10-36). Nesta estrutura são evidentes sinais de que o autor utilizou vários recursos para estruturar sua obra, notavelmente o estabelecimento de paralelos entre David e Salomão: o primeiro tornou-se rei, estabeleceu a adoração do Deus de Israel em Jerusalém e travou as guerras que permitiram que o Templo fosse construído; o segundo tornou-se rei, construiu e dedicou o Templo e colheu os benefícios da paz e prosperidade no reino.

## Composição

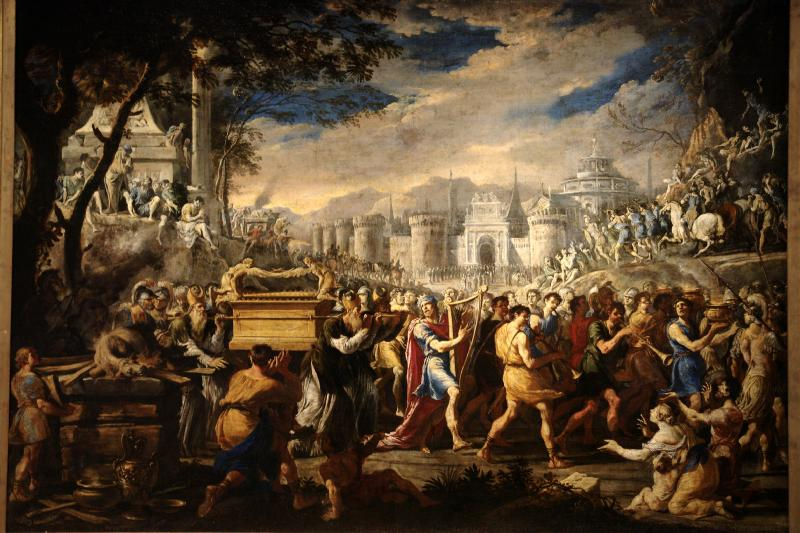
David levando a Arca da Aliança para a recém-conquistada Jerusalém.

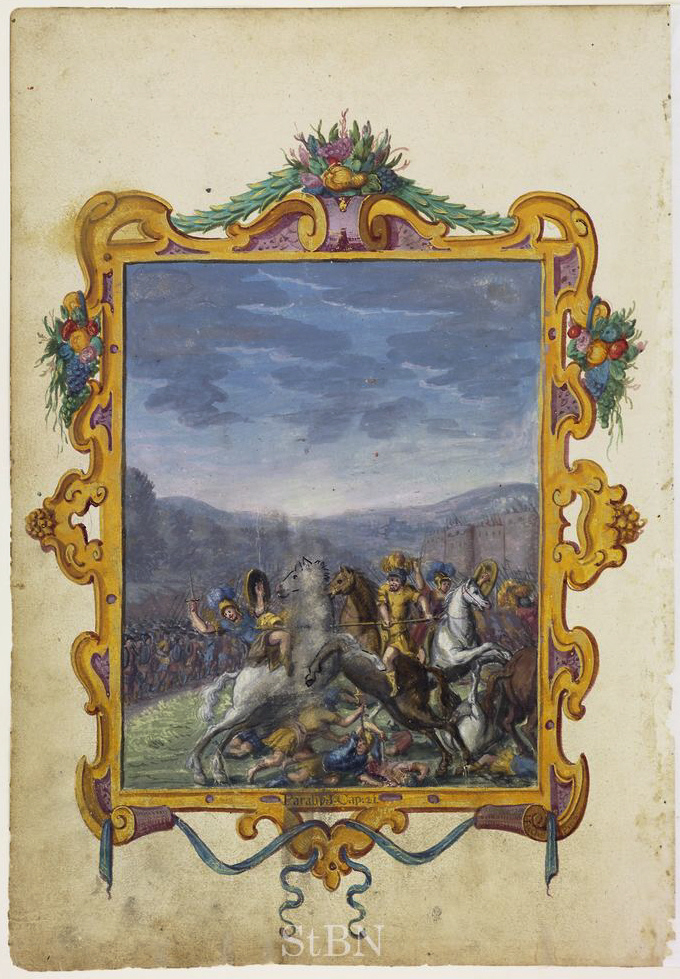
Imagem da batalha contra os filisteus em I Crônicas 20.

### Origem
Os últimos eventos em Crônicas ocorrem durante o reinado de Ciro, o Grande, o rei persa que conquistou o Império Neobabilônico em 539 a.C., a data mais antiga possível para a composição da obra. É provável que ela tenha sido escrita entre 400 e 250 a.C., mais provavelmente entre 350 e 300 a.C.. A última pessoa mencionada em Crônicas é Anani, um descendente da oitava geração do rei Jeoaquim segundo o texto massorético. O nascimento de Anani provavelmente ocorreu em algum momento entre 425 e 400 a.C. A Septuaginta apresenta mais cinco gerações na genealogia de Anani. Para os estudiosos que preferem esta leitura, a provável data de nascimento de Anani seria um século depois.
Crônicas parece ter sido majoritariamente obra de um único indivíduo, com algumas poucas adições e edições posteriores. O autor era provavelmente um levita (sacerdote no templo) e provavelmente oriundo de Jerusalém. Ele era erudito, um editor habilidoso e um sofisticado teólogo. Sua intenção era usar o passado de Israel para passar mensagens religiosas aos seus pares, a elite política letrada de Jerusalém na época do Império Persa.
As tradições judaica e cristã identificam o autor como sendo Esdras, uma figura do século V a.C. que emprestou seu nome ao Livro de Esdras. Acredita-se que ele seja o autor de Crônicas e de Esdras-Neemias, mas a crítica textual posterior abandonou esta tese e passou a chamar o autor anônimo de "Cronista". Uma das mais notáveis características de Crônicas, apesar de inconclusiva, é que sua sentença final é repetida na abertura de Esdras-Neemias. Na segunda metade do século XX houve uma radical reavaliação e muitos estudiosos atualmente consideram improvável que o autor de Crônicas seja também o autor das porções narrativas de Esdras-Neemias.

### Gênero
Os tradutores responsáveis pela Septuaginta chamaram este livro de "coisas deixadas de lado", indicando que eles acreditavam tratar-se de material suplementar de outra obra, provavelmente de Gênesis-Reis, mas a ideia não parece se sustentar, uma vez que a maior parte deste material foi copiado quase que integralmente. Alguns estudiosos modernos propuseram que Crônicas seriam um midrash (um comentário tradicional judaico) sobre Gênesis-Reis, mas, novamente, esta hipótese parece não se sustentar, pois o autor (ou autores) não comentam sobre livros anteriores. Sugestões mais recentes indicam que Crônicas teria servido para clarificar a história de Gênesis-Reis ou como substituição ou alternativa a ela.

## Temas
A mensagem que o autor desejava passar para sua audiência era a seguinte:
- Deus está presente na história, especialmente na história de Israel. A fidelidade ou os pecados de reis individuais são imediatamente recompensados ou punidos por Deus — um contraste com a teologia dos Livros dos Reis, nos quais a fidelidade dos reis foi punida em gerações posteriores através do cativeiro na Babilônia[11];
- Deus convoca Israel para uma relação especial. O chamado começa com as genealogias e gradualmente muda seu foco de toda a humanidade para a história de uma única família, a dos israelitas, os descendentes de Jacó. Israel "verdadeiro" é o que continua a adorar Javé no Templo de Jerusalém, o que implica que a história do histórico Reino de Israel é quase completamente ignorada em prol da história do Reino de Judá[12].
- Deus escolheu Davi e sua linhagem como agentes de sua vontade. Segundo o autor de Crônicas, os três grandes eventos do reinado de Davi foram (i) o transporte da Arca da Aliança para Jerusalém, (ii) a fundação de uma dinastia real e (iii) os preparativos para a construção do Templo (que seria finalizado pelo seu filho)[12];
- Deus escolheu o Templo de Jerusalém como local onde de adoração. Mais tempo e espaço para foram investidos na construção do templo e na criação de seus rituais do que em qualquer outro assunto. Ao enfatizar o papel central do Templo no Reino de Judá pré-cativeiro, o autor também enfatiza a importância do recém-reconstruído Segundo Templo na era persa para seus próprios leitores;
- Deus permaneceu ativo em Israel. O passado é utilizado para legitimar o presente do autor: este artifício é claro na atenção aos detalhes que ele reserva ao templo construído por Salomão e também na genealogia e linhagens, elementos que ligam sua própria geração ao passado distante e, desta forma, reforçam que o presente é uma continuação do passado[13].

### Versões em português
- «I Crônicas». Bíblia Online
- «II Crônicas». Bíblia Online

### Texto massorético
- «Divrei Hayamim I – I Crõnicas (Judaica Press)]» (em hebraico). Chabad.org
- «Divrei Hayamim II – II Crônicas (Judaica Press)» (em hebraico). Chabad.org